# 散文
散文是一種文學形式，與之相對的稱為整齊的韻文或詩文。
散文可分為廣義與狹義的解釋，其中，廣義散文最容易辨識與定義的方式，是“松散”的寫作結構。也就是說，扣除其它文学形式重叠部分，運用普通語法口語結構，不講究音韻，不講究排比，沒有任何束縛及限制的文字梳理方式，都可稱為散文。除此，狹義散文是單指文學範疇內，結構鬆散之非韻文作品。文學專指的散文，歷代作品有著各時代不同流变的脉络，而正因為鬆散帶來的自由，散文作品表達出的思想通常有著丰富与圆满的特色，紀錄也會很詳盡。

## 簡介
今日全世界所有國家或地區，只要具文字的語言，都會產生廣義或狹義的散文形式。廣義上的散文，採用了大多數口語對話，全面運用於文學，報紙、雜誌、百科全書、廣播、電影、歷史研究、哲學、法律和許多其他形式的交流。雖說廣義散文應用如此普遍，「散文」一詞，仍多稱呼於狹義散文上；而事實上，這些單指文學方面的散文作品，也經過久遠年代之進化，而呈現不同面向。就以中國為例而言，最早的狹義散文甚至可追溯至幾千年前之先秦。

## 東方散文

### 中國

#### 先秦
先秦是中國散文的成熟期和第一個繁榮期。目前可知中國最早的散文集，是《尚書》，專記言辭；而最早的一篇散文，應屬《尚書‧商書》中的〈盤庚〉。歷史學者一致認為這是殷商可靠的文獻。盤庚相傳是商朝的中興君主，他曾經遷都到殷地去，卻遭到臣民的反對，因此作了三次演講，說明必須遷都的原因。〈盤庚〉三篇，就是這些演講的紀錄。
春秋戰國時期，是中國思想史上百家爭鳴的時代，他們各自提出如何解決當時的社會問題的主張，散文的發展因而突飛猛進，產生哲理散文與歷史散文。哲理散文著名的諸子散文有記載老子思想的《老子》、以及許多重要思想家自己撰寫的，如《墨子》、《莊子》、《韓非子》、《呂氏春秋》、《荀子》等等；而《春秋》、《左傳》、《國語》、《戰國策》，記載春秋、戰國時代各國的政治、軍事、外交活動和重大事件，以及遊走於各國的策士、說客的言論，可歸之於歷史散文，為中國敘事文學樹立楷模。
清代章學誠的《文史通義‧詩教上》：「蓋至戰國而文章之變盡，至戰國而著述之事專，至戰國而後世之文體備。」不論思想內容、形式技巧或語言風格，先秦散文都為後代奠定深厚的基礎，產生廣泛的影響。

#### 漢代
漢代散文延續先秦而有再進一步的發展。先秦哲理散文在當代政治、經濟、社會各方面的具體條件之下而蓬勃興盛，其所呈現的思想、所闡發的道理，也都以現實為觸發，兩漢政論散文以此為基礎，綜合儒、道、法三家的思想，更進一步與時代緊密結合，發揮經世濟民的功能。
漢代散文可分史傳散文、政論散文和哲理散文三類。史傳散文有《史記》及《漢書》；政論散文有賈誼《治安策》、《過秦論》、晁錯《言兵事疏》、《論貴粟疏》；哲理散文有劉安《淮南子》、王充《論衡》等。
賈誼的《論積貯疏》、《過秦論》、《治安策》，鼂錯的《言兵事疏》、《論貴粟疏》，鄒陽的《獄中上梁王書》，桓寬的《鹽鐵論》，王符的《潛夫論》，崔實的《政論》，仲長統的《昌言》，皆是內容豐富、立論精密，語言樸實。歷史散文一脈，西漢司馬遷的《史記》延續《左傳》基礎而有更宏觀的視野，它不但是文學和史學的典範之作，更是司馬遷一生理想、熱情的心血結晶，後代唐、宋以迄明、清的散文作品，都深受其人、其文的影響，緊接著是東漢班固的《漢書》，其書斷取西漢一代，對於後代正史之體例有其影響，另外在文字方面，《漢書》與《史記》比較起來，喜用古字，尚藻飾，用排偶，已可看出六朝文風的開端，兩者交相輝映，構成中國史書的最佳典範。其他政論性的散文有王充的《論衡》、仲長統《昌言》、刘劭《人物志》、桓寬《鹽鐵論》等。
先秦、漢代散文，記載、詮釋歷史，或針砭、議論當代，或為解決問題而出，或為陳述理想而著，其動機、其目的本不在文，所以各家散文，各有其特色；這就是唐、宋以來散文作家孜孜以這兩個時代的散文為典範而大力提倡的基本原因。

#### 魏晉
魏晉南北朝是繼春秋、戰國之後，中國歷史上第二個社會大變動的時期。二者之不同在於春秋、戰國時期為封建解體和國家形成的過渡階段，是一個由分而合的過程；魏晉南北朝是在大一統的漢帝國滅亡後的分裂時期。由於政治環境的混亂、儒學的衰微與玄學的興盛、道教佛學的傳佈等等因素，造就這個時期獨特的文學品味和風氣。這時的散文大抵上追求「美」，講求形式，注重辭藻，而個人情感加重許多，這一時期的風格，傾向於精緻細膩，與先秦、漢代恢宏壯闊的散文大為不同，而是以代表此文風，來表現出山水之美。山水是自然的，政治、經濟、社會是人為的。面對人為種種混亂和黑暗，文人從山水之美尋找寄託、慰籍。
此一時期的散文作品，有北魏酈道元的《水經注》和楊衒之的《洛陽伽藍記》為代表。《水經注》文字精美、文筆流暢，呈現雄奇秀麗的山水景色，生動而有韻味，對於後代的山水遊記影響極為深遠；《洛陽伽藍記》描述洛陽的佛寺園林，文字簡潔，辭采豐美，而記述詳實，反映當代的社會面貌和豪門、僧尼的淫侈生活。其他的山水小品，皆是字句秀麗，意境高遠，趣味雋永，充分表現出此一時期文人的心態。

#### 唐宋
唐代不同於漢代，在於文化的包容力較強，因此魏晉以來的佛、老思想以及唯美文風依然持續。一直到中唐，韓愈有見於國家日趨衰微，針對六朝時駢文的奢華風氣，開始號召古文運動，力圖以樸實明暢的散文，取代華而不實的駢文，因此易寫、易讀的散文，在唐詩盛行的時代，曾一度風行起來，不過到了晚唐、五代，古文運動漸趨衰落。
韓愈的創作，語言明快暢達，文氣充厚貫注，不論論說、敘事、抒情，都有極高的成就。古文運動的另一倡導者柳宗元則以山水遊記及寓言短文，顯表散文優於駢文的例證。柳宗元山水遊記借山水以寫自身遭遇和感慨；寓言短文則短小精悍，或評時政，或諷人性，皆犀利而又深遠。
後來到了北宋中期，歐陽修繼承韓愈為職志，領導當代古文運動，蘇洵、蘇軾、蘇轍、曾鞏和王安石為先導者。其六人加上唐代的韓愈、柳宗元，並稱「唐宋古文八大家」，其文兼有歷史散文之事、哲理散文之理以及魏晉南北朝之情，三者兼具，散文至此已到巔峰，因此在中國散文的寫作史上，留下輝煌的一頁。

#### 明代
在金、元散文不振，作家沉寂之後，明代散文的發展。由於八股取士的政治特色，使當時的一些知識份子產生對八股文的反動，以前後七子為首的文學集團，主張擬古、復古，強調「文必秦漢，詩必盛唐」。造成那時對秦漢散文模擬的風氣大盛，擬古風氣籠罩明代文壇約一百年。然而一味地抄襲、模擬，終究不是良好的創作心態（來源請求：以誰的標準而言？），產生的作品價值有限。因此，唐宋派反對擬古派的模擬，公安派和竟陵派等亦反對模擬風氣，公安派強調文學應獨抒性靈，不拘格套，另外小品文的出現，倒是為明代的散文，注入了一股新的氣息。

#### 清代
清代延續明代出現風格率真、浪漫的小品文，以張岱、李漁與袁枚為主；又有侯方域、魏禧和汪琬合稱「清初散文三大家」。但是他們的文風不受道學學者支持，這些學者發起復興唐宋文風的古文運動，此即桐城派，其繼承歸有光的「唐宋派」古文傳統。創始人方苞與劉大櫆、姚鼐有「桐城三祖」之稱。姚鼐是桐城派的集大成者，他的古文主張，在提倡「義理（內容合理）、考據（材料確切）、詞章（文辭精美），三者不可偏廢。」講究義法，提倡義理，要求語言雅潔，反對俚俗。後來曾國藩發展成湘鄉派，惲敬和張惠言發展成陽湖派。

#### 現代
清朝甲午戰爭後，文體漸有改變的趨勢，以梁啟超的《政論》作為代表，他的文體淺近，間雜俚語，已與清代桐城派的古代大為不同，1917年，胡適和陳獨秀等人提倡文學革命，以白話文為中國文學的正宗，主張建立通俗易懂的社會文學，那時青年學子，群起風從，五四運動以來，中國的現代散文吸收了西方的思潮，被魯迅等作家推廣之後，成為與詩歌、小說和戲曲並列的文學主流。
現代散文多用語體，較為平易，較少摹仿古人，較歐化，著重個性，題材較廣，較多幽點與諷刺。散文易讀、易寫的特性，使這種文體被運用得極廣。學生的作文，也幾乎都是用散文的形式表達，可說是人人懂寫。在中國大陸的中小學教育中散文有時僅指抒情散文。

## 西方散文

### 古羅馬
古羅馬的散文發源於加圖（前234－前149）的演說文，繁榮於“黃金時代”，即共和國末期和屋大維執政時期。這一時期羅馬的政治鬥爭、階級矛盾異常激烈，統治階級的法律體系已經開始形成，這就使得許多政治家熱心於雄辯術的研究，致使散文這一文體得以迅速發展。
西塞羅（前106年－前43年）是這一時期最著名的散文家。他年少時曾學習哲學和法律，並做過一段時間律師。43歲進入政界任執政官，後任西西里總督。內戰時期他追隨龐培反對愷撒，維護貴族元老派的立場，後來在政治傾軋中被刺殺。
西塞羅的主要散文成就是演說詞和書信。他的書信現存約900封，主要包括《致阿提庫斯書》16捲、《致友人書》16捲。這些書信反映共和國末期的社會生活，描繪形形色色的政治人物，風格接近口語。其演說詞傳世58篇，分為法庭演說和政治演說兩類。西塞羅的散文註重材料的程式組織，句法考究，詞匯豐富，段落對稱，音調鏗鏘，被成為“西塞羅句法”。他的演說具有很強的鼓動力量，有時甚至不惜用侮蔑和歪曲事實的手段來感染觀眾的情緒。
西塞羅對拉丁語散文的貢獻非常之大，他確立了拉丁語文學語言“準確、流暢、清新、雄渾”的原則。其散文風格對後世影響深遠，成為歐洲諸民族散文的楷模。他的政敵愷撒甚至曾公然稱贊他：“你的功績高於軍事將領，擴大知識領域比之於擴大羅馬帝國的版圖，在意義上更為可貴。”
凱撒（前102年－前44年）是奧古斯都的養父，古羅馬歷史上有名的軍事家、政治家、獨裁者，於前44年被共和派刺殺。他在散文上的貢獻主要包括歷史著作《高盧戰記》七捲和回憶他和龐培之間戰爭的《內戰記》三捲。其散文語言簡潔凝練，樸實無華，體現了和西塞羅迥異的風格。
此外，歷史學家薩盧斯特（前86－34）和李維（前64－17）也發展了拉丁語文體。

## 註腳
1. ↑  .   [2011-08-12]. （原始内容存档于2011-09-22）.
2. ↑  李萼：《中國文化概論》，台北，1983年
3. 1 2  劉大杰. . . 1995: 61-66.
4. 1 2  劉大杰. . . 1995: 16.
5. ↑  劉大杰. . . 1995: 75-95.
6. ↑  劉大杰. . . 1995: 66.
7. 1 2 3  劉大杰. . . 1995: 183.
8. ↑  劉大杰. . . 1995: 167-169.
9. ↑  劉大杰. . . 1995: 163-167.
10. ↑  劉大杰. . . 1995: 172.
11. ↑  劉大杰. . . 1995: 167-169.
12. ↑  劉大杰. . . 1995: 181.
13. 1 2  劉大杰. . . 1995: 183.
14. ↑  劉大杰. . . 1995: 236-243.
15. 1 2 3 4  劉大杰. . . 1995: 303-310.
16. ↑  劉大杰. . . 1995: 302-303.
17. ↑  劉大杰. . . 1995: 365-366.
18. 1 2 3  劉大杰. . . 1995: 371-388.
19. 1 2 3 4  劉大杰. . . 1995: 584-607.
20. ↑  劉大杰. . . 1995: 792-795.
21. ↑  劉大杰. . . 1995: 914-916.
22. ↑  劉大杰. . . 1995: 914-916.
23. ↑  劉大杰. . . 1995: 926-942.
24. ↑  劉大杰. . . 1995: 942-948.
25. ↑  劉大杰. . . 1995: 948-965.
26. 1 2  劉大杰. . . 1995: 965-973.
27. ↑  紀昀. .
28. ↑  劉大杰. . . 1995: 1163-1170.
29. ↑  劉大杰. . . 1995: 1170-1185.
30. 1 2  傅樂成. . . 2005: 790.